# Кубланк
Кубланк (нім. Kublank) — громада в Німеччині, розташована в землі Мекленбург-Передня Померанія. Входить до складу району Мекленбургіше-Зенплатте. Складова частина об'єднання громад Вольдег.
Площа — 13,49 км2. Населення становить 166 ос. (станом на 31 грудня 2020).